# Antônio Pereira de Almeida

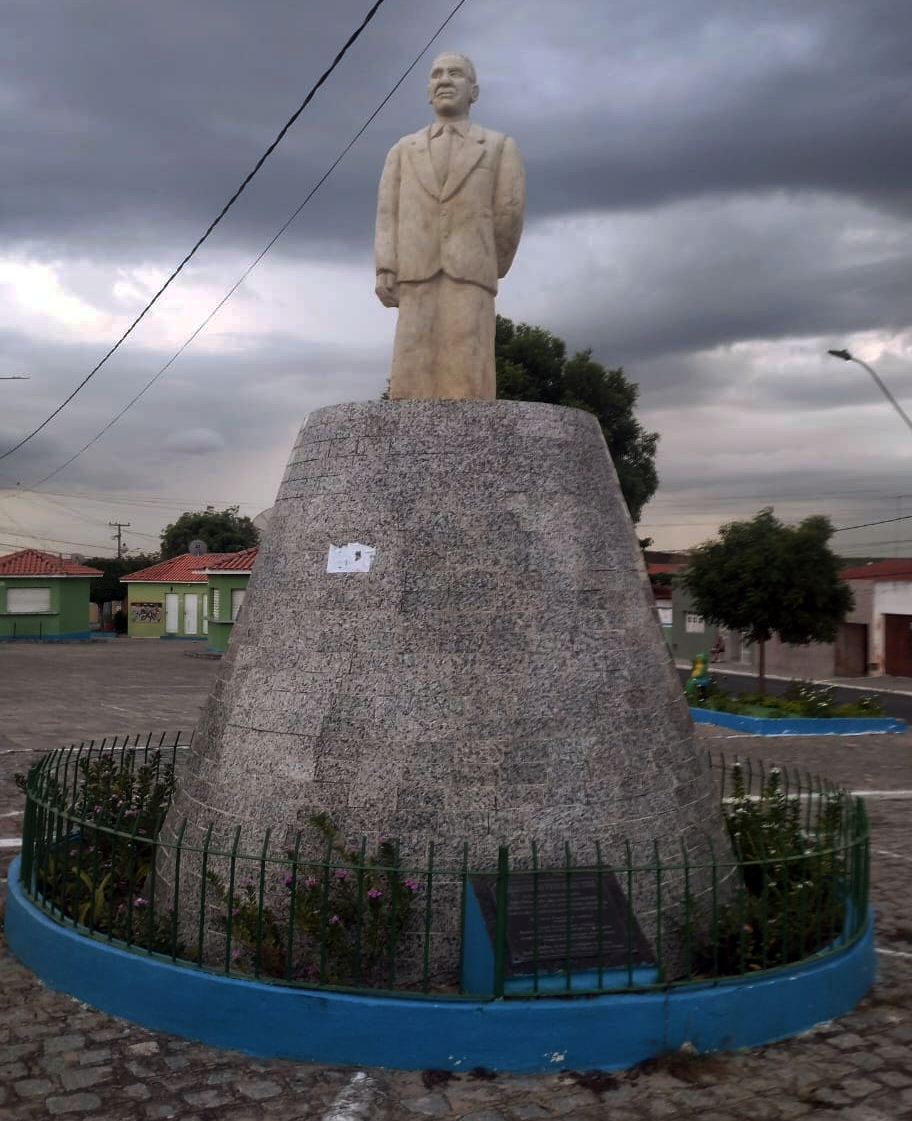
Estátua de Antônio Pereira de Almeida na Praça Bom Jesus, em Boa Vista, PB

Antônio Pereira de Almeida (Boa Vista, 27 de setembro de 1901 – Campina Grande, 18 de janeiro de 1980) foi um médico, político, escritor e historiador que atuou como prefeito de Campina Grande durante 20 de dezembro de 1932 até 8 de junho de 1934, pelo partido Aliança Liberal. Mais tarde, em 1947, elegeu-se como Deputado estadual da Paraíba pelo PTB.

## Vida e obra
Nasceu na fazenda "Lages", em Boa Vista, até então distrito de Campina Grande, onde viveu parte de sua infância. Aos 10 anos, mudou-se com seus pais para a fazenda "Charneca", em Cabaceiras, onde viveu parte de sua juventude. Iniciou seus estudos primários com o professor público Jovino Modesto de Albuquerque Cavalcanti e completou o ensino secundário no Instituto 7 de Setembro e no Colégio Diocesano Pio X, em João Pessoa.
Em 1924, ingressou na Faculdade de Medicina da Universidade Federal da Bahia, onde cursou os dois primeiros anos antes de transferir-se, em 1926, para a Faculdade de Medicina de Praia Vermelha, no Rio de Janeiro. Especializou-se em otorrinolaringologia como interno da clínica especializada dirigida pelo renomado Professor João Marinho, graduando-se em 1929.
Após a conclusão de seus estudos, Almeida estabeleceu um consultório médico em Campina Grande em 1930, primeiro na área de sua especialidade. Participou da Revolução de 1930 como médico do Q.G., comandado pelo então capitão Jurandy Bizarria Mamede. Sua trajetória política ganhou destaque quando foi nomeado prefeito de Campina Grande em 21 de dezembro de 1932, cargo que ocupou até junho de 1934. Posteriormente, foi nomeado chefe do Serviço de Profilaxia Rural na mesma cidade. 
Em 1978, publicou sua obra Os Oliveira Ledo e a Genealogia de Santa Rosa, uma ampla pesquisa genealógica que levou 27 anos para ser concluída. Nela, tratou sobre as famílias da região campinense e as origens de Teodósio de Oliveira Lêdo.